# Eve (Album)
Eve ist ein 1979 veröffentlichtes Progressive-Rock-Album der britischen Band The Alan Parsons Project. Es wurde insbesondere in Deutschland ein kommerzieller Erfolg, wo es sich allein in den ersten Wochen nach Veröffentlichung rund 400.000 Mal verkaufte. Es erhielt in Deutschland und den USA Gold.

## Hintergründe und Entstehung
Ursprünglich, so die Vorstellung Eric Woolfsons, sollte das Album die großen Frauen der Geschichte thematisieren, entwickelte sich jedoch zu einer Betrachtung über die Stärken der Frauen und die Schwächen der Männer im aktuellen Kontext. Das Konzept beruht unter anderem auf der biblischen Geschichte von Adam und Eva.
Die Aufnahmen zu Eve fanden größtenteils in den Super Bear Studios im südfranzösischen Ort Berre-les-Alpes statt. Die Aufnahmen mit dem Orchester der Münchener Kammeroper, dirigiert von Eberhard Schoener und geleitet von Sandor Farcas, entstanden in den Arco Studios (München).
Bemerkenswert in diesem Zusammenhang ist die Covergestaltung der britischen Grafikdesign-Agentur Hipgnosis. Beim genauen Hinsehen erkennt man, dass die Gesichter der gezeigten verschleierten Frauen durch Narben entstellt sind.
Eve wird fälschlicherweise als einziges Album des Projekts angesehen, bei dem Frauen Gesangsparts übernehmen (Clare Torry auf Don’t Hold Back und Lesley Duncan auf If I Could Change Your Mind). Tatsächlich wirkten bereits auf dem Album I Robot aus dem Jahr 1977 Jaki Whitren und die Sopranistin Hilary Western prägend mit. Eve markierte auch den Beginn der Zusammenarbeit mit dem Sänger Chris Rainbow. Weitere Gastsänger waren Dave Townsend (You Won’t Be There) und Lenny Zakatek (Damned If I Do).

## Titelliste
Alle Titel von Alan Parsons und Eric Woolfson.
Seite 1
1. Lucifer (Instrumental) – 5:06
2. You Lie Down with Dogs – 3:47
3. I’d Rather Be a Man – 3:53
4. You Won’t Be There – 3:34
5. Winding Me Up – 4:04

Seite 2
1. Damned If I Do – 4:48
2. Don’t Hold Back – 3:37
3. Secret Garden – 4:41
4. If I Could Change Your Mind – 5:43

Eve wurde 2008 als Remaster mit folgender Zusammenstellung wiederveröffentlicht:
1. Lucifer (Instrumental) – 5:06
2. You Lie Down with Dogs – 3:47
3. I’d Rather Be a Man – 3:53
4. You Won’t Be There – 3:34
5. Winding Me Up – 4:04
6. Damned If I Do – 4:48
7. Don’t Hold Back – 3:37
8. Secret Garden – 4:41
9. If I Could Change Your Mind – 5:43
10. Elsie’s Theme from “The Sicilian Defence” (The Project That Never Was) – 3:01 (Bonus)
11. Lucifer (Demo) – 2:48 (Bonus)
12. Secret Garden (Early Rough Mix) – 4:42 (Bonus)
13. Damned If I Do (Rough Mix) – 4:46 (Bonus)
14. Don’t Hold Back (Vocal Rehearsal Rough Mix) – 3:34 (Bonus)
15. Lucifer (Early Rough Mix) – 4:18 (Bonus)
16. If I Could Change Your Mind (Rough Mix) – 5:47 (Bonus)

## Kritiken
Eve wurde von der Kritik überwiegend skeptisch aufgenommen. Selbst Andrew Powell, langjähriger Arrangeur und musikalischer Leiter der Band bezeichnete das Album als „eine Art Enttäuschung, als eines der schwächeren Alben in musikalischer und klanglicher Hinsicht“.
Das Onlinemagazin Babyblaue Seiten setzt sich sehr kritisch mit dem Album auseinander. Christian Rohde nennt das Album ein „Selbstplagiat“, dessen Lieder lediglich Durchschnitt seien. Jörg Schumann bezeichnet das Instrumental Lucifer als einsamen Höhepunkt des Albums, auf dem Rest des Albums kopiere sich die Band entweder selber oder „dudelt sich einfallslos durch müde Popnummern“.
David Bowling von blogcritics.org hingegen bezeichnet die Musik auf Eve als „den besten Pop, den die Gruppe je veröffentlicht“ habe, und bezeichnet Eve als „sehr gutes Beispiel für den Pop der 1970er“.
Mike DeGagne von Allmusic bezeichnet das Album als „eine der besten Arbeiten“ der Band, es enthalte ‚einige der komplexesten Songs‘ der Gruppe.

## Trivia
- Der Morsecode am Beginn des ersten Stücks Lucifer ist der Name des Albums ("•", "•••−", "•" entspricht "E", "V", "E").
- Lucifer war die Titelmelodie der WDR-Sendung Monitor und wird mittlerweile in abgewandelter Form genutzt.